# تشارلي مانينغ
تشارلي مانينغ (بالإنجليزية: Charlie Manning)‏ هو لاعب كرة قاعدة أمريكي، ولد في 31 مارس 1979 في وينتر هافن في الولايات المتحدة.

## وصلات خارجية
- تشارلي مانينغ على موقع دوري كرة القاعدة الرئيسي (الإنجليزية)
- تشارلي مانينغ على موقعبيزبول رفرنس.كوم (الدوري الرئيسي) (الإنجليزية)
- تشارلي مانينغ على موقعبيزبول رفرنس.كوم (الدوري الثانوي) (الإنجليزية)
- تشارلي مانينغ على موقع إي إس بي إن.كوم (أم.أل.بي) (الإنجليزية)
- تشارلي مانينغ على موقع مشجعي الرسوم البيانية (الإنجليزية)